# Алпски рог
Алпски рог је примитивни сигнални и музички дувачки инструмент, дуг и до 4 метра. Користе га алпски пастири, који га израђују од коре дрвећа. Алпски рог је национални симбол Швајцарске.